# Богдан Джордже Апетрі
Богдан Джордже Апетрі (рум. Bogdan George Apetri; 2 лютого, 1976) — румунський кінорежисер, сценарист, оператор, продюсер.

## Біографічні відомості
Народився в румунському місті Пятра-Нямц. Перш ніж зайнятись кіно, здобув юридичну освіту і ступінь магістра з міжнародного приватного права у Румунії. Впродовж двох років мав практику адвоката. 2000 року написав сценарій для художнього фільму «Алекс і Еліза», який вийшов в ефір на національному румунському телебаченні. Після цього переїхав до США, де вступив на факультет кінематографії Колумбійського університету в Нью-Йорку.
2010 року здобув головну премію «Золотий Александр» Міжнародного кінофестивалю в Салоніках зі стрічкою «Околиця» (Periferic)

## Фільмографія
Продюсер
- Backyards (2010)
- Emigrant (2009)
- O foarte scurta trilogie despre singuratate (2006)

Оператор
- Emigrant (2009)
- O foarte scurta trilogie despre singuratate (2006)

Сценарист
- Околиця (Periferic, 2010)
- O foarte scurta trilogie despre singuratate (2006)

Режисер
- Околиця (Periferic, 2010)
- O foarte scurta trilogie despre singuratate (2006)[7]